# Yed Posterior
Yed Posterior (Èpsilon del Serpentari / ε Ophiuchi) és un estel en la constel·lació del Serpentari de magnitud aparent +3,23. El nom de Yed Posterior té un origen mixt. La paraula Yed prové de l'àrab «mà», i la paraula Posterior prové del llatí «darrere», ja que segueix a Yed Prior (δ Ophiuchi) en el seu moviment a través del cel. Al costat d'aquesta última forma una doble òptica, els dos estels situats a la mà d'Ophiuchus. No existeix relació física entre ambdós, i està Yed Prior situat a 170 anys llum del sistema solar, i Yed Posterior, més proper, a 108 anys llum.
Yed Posterior és un gegant groc-taronja de tipus espectral G9.5IIIb amb una temperatura efectiva de 4850 K. El seu radi, 11 vegades més gran que el radi solar, no és molt gran tractant-se d'un estel gegant, i la seva lluminositat és 61 vegades major que la del Sol. És deficient en cianogen (CN), molècula característica de les atmosferes de gegants de tipus G i K, la qual cosa implica que pertany a una població més antiga que la del Sol. Igual que altres gegants similars és una font feble de raigs X. La seva massa és unes tres vegades major que la massa solar.
Un estel de magnitud 12,4 a dos minuts d'arc de Yed Posterior pot estar físicament relacionat amb ell; si és així, la separació real entre ambdós seria d'almenys 3.600 ua.